# Въоръжени стражи
Въоръжените стражи са най-масовата въоръжена форма за доброволно участие на българския народ в Руско-турската война (1877-1878).
Въоръжените стражи възникват спонтанно в хода на Руско-турската война от 1877-1878 г. в българските села и градове, освободени от руските войски. Характеризират се с голяма масовост. По своята структура са подразделения от чета до дружина. Снабдяват се със стрелково оръжие от различни системи най-вече с трофеен произход. Броят на участниците в стражите е в зависимост от населението в съответното селище: Казанлък - 500 души, Стара Загора - 600 души, Ловеч – 450 души и т.н.
Подчинени са на местния представител на Временното руско управление, изградено в хода на войната и руския окръжен началник.
Основната им задача е да поддържат реда и сигурността в освободените селища и съседните им райони, да прочистват местността от изолирани и бродещи противникови турски групи, да водят борба с грабители и мародери.
Нерядко участват в бойни действия на руските войски в прилежащия район: битката при Стара Загора, боя при Казанлък, боя при Ловеч на 15 юли 1877 г. и др.
Включват се и при зимното преминаване от руските войски на Стара планина в битката при Арабаконак, преминаването на Троянския проход и др.